# Friedrich Schlögl (Autor)

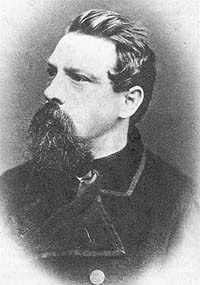
Friedrich Schlögl

Friedrich Kilian Schlögl (* 7. Dezember 1821 ob der Laimgrube, heute Wien; † 7. Oktober 1892 in Wien) war ein österreichischer Schriftsteller und Feuilletonist.

## Leben
Schlögl wurde in der damaligen Wiener Vorortgemeinde Laimgrube im Haus Zum Auerhahn (heutiger Standort Gumpendorfer Straße 40), das nicht mehr besteht, als Sohn eines Hutmachergesellen geboren. Er war 1840 bis 1849 Militärrechnungskanzlist und danach bis 1870 Beamter in der Hofkriegsbuchhaltung.

## Bedeutung
Schlögl ist neben Eduard Pötzl und Vinzenz Chiavacci einer der führenden Wiener Sittenschilderer und Humoristen. Er veröffentlichte in zahlreichen Kalendern, Zeitschriften und Sammelwerken seine Humoresken, Gedichte und kulturhistorischen Aufsätze über Wien, darunter in der Deutschen Zeitung oder dem Heimgarten von Peter Rosegger. 1857 bis Ende der 1870er Jahre arbeitete er beim Figaro mit, ab 1867 schrieb er für das Neue Wiener Tagblatt und die Morgenpost. 1876 gründete Schlögl mit Karl Sitter die Wiener Luft, eine Beilage zum Figaro.

## Ehrungen

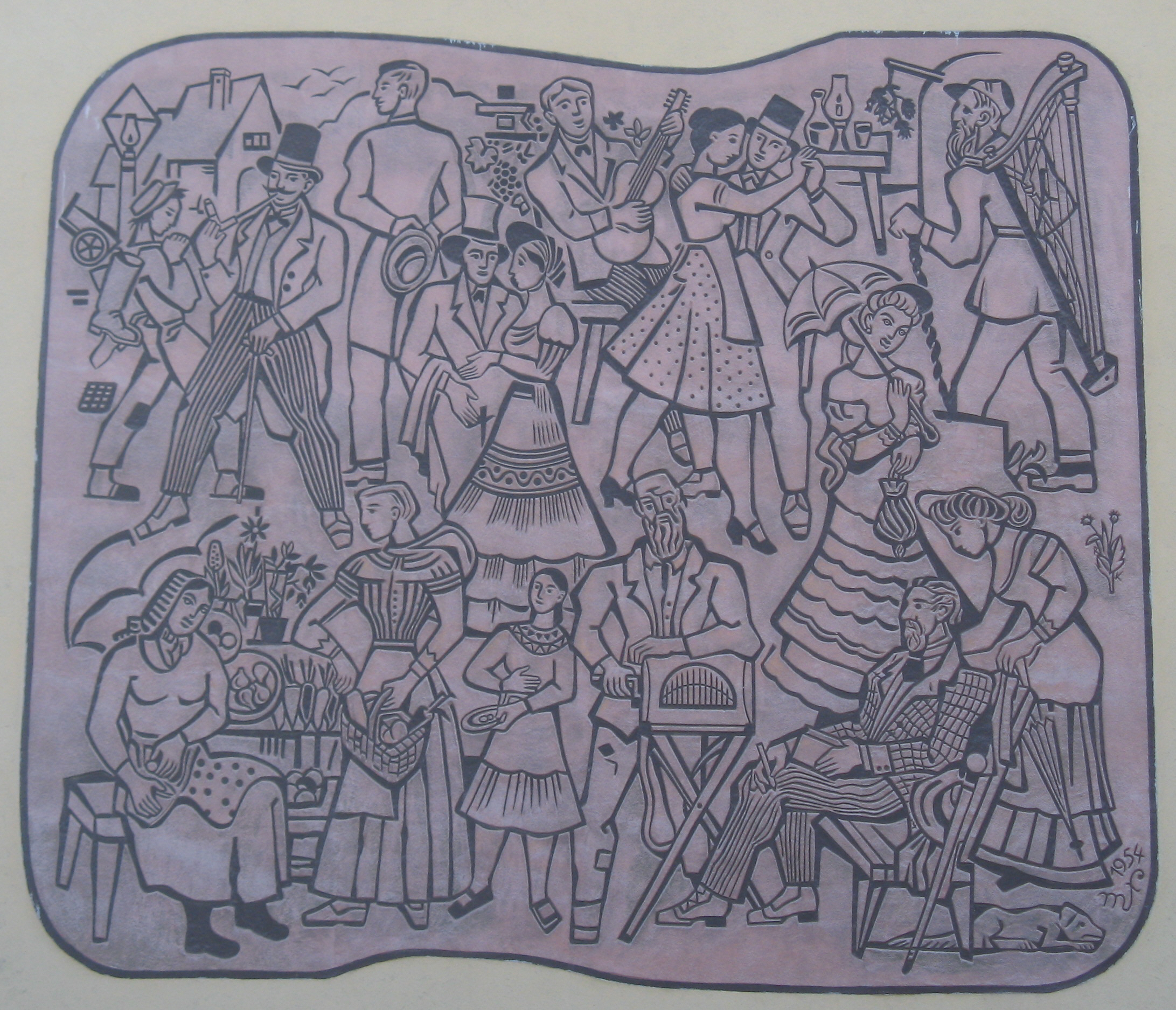
Sgraffito „Wiener Spaziergänge von Schlögl“ von Maximilian Florian

1891 erhielt Schlögl das Wiener Bürgerrecht. Nach seinem Tode 1892 wurde auf seinem ehemaligen Wohnhaus in der Fillgradergasse 4 eine Gedenktafel angebracht, die ebenso wie sein Grabmal auf dem Purkersdorfer Friedhof von Emanuel Pendl stammt. 1894 wurde die Schlöglgasse in Wien-Meidling nach ihm benannt. 1954 entstand am dortigen Haus Nummer 17 ein Sgraffito von Maximilian Florian, das den Titel Wiener Spaziergänge von Schlögl trägt.

## Werke
- Franz Wild. Blätter der Erinnerung (1860, Digitalisat)
- Wiener Blut (1873) (Digitalisat)
- Alte und neue Historien von Wiener Weinkellern, Weinstuben und vom Weine überhaupt (1875, Digitalisat)
- „Wiener Luft“ Kleine Culturbilder aus dem Volksleben der alten Kaiserstadt an der Donau (1876, Digitalisat)
- Aus Alt- und Neuwien (1882)
- Das kuriose Buch. Eine Spende für Gleichgesinnte und für Gegner. A. Hartleben Verlag, Wien/Pest/Leipzig (1882)
- Ferdinand Sauter (1882)
- Wienerisches (1883)
- Vom Wiener Volkstheater (1884, Online in der Google-Buchsuche-USA)
- Wien samt Führer (1886)
- Aus meinem Felleisen (1893)
- Gesammelte Schriften 3 Bände (1893)
- Zu meiner Zeit (1944) – Skizzen und Kulturbilder
- Wiener Miniaturen – hrsg. v. Hans Maria Loew (1955)
- Wien [Wiener Arten und Unarten (1883)], ausgewählt und hrsg. von Martin A. Völker, Berlin: Anthea Verlag, 2019.